# Atelopus sonsonensis
Espèce
Statut de conservation UICN

 CR A3ce : 
En danger critique
Atelopus sonsonensis est une espèce d'amphibiens de la famille des Bufonidae.

## Répartition
Cette espèce est endémique du département d'Antioquia en Colombie. Elle se rencontre vers 1 500 m d'altitude dans la municipalité de Sonsón sur le versant est de la Cordillère Centrale.

## Description
Atelopus sonsonensis mesure de 21 à 29 mm pour les mâles.

## Étymologie
Son nom d'espèce, composé de sonson et du suffixe latin -ensis, « qui vit dans, qui habite », lui a été donné en référence au lieu de sa découverte.

## Publication originale
- Vélez-Rodriguez & Ruiz-Carranza, 1997 :  Una nueva especie de Atelopus (Amphibia: Anura: Bufonidae) de la Cordillera Central, Colombia. Revista de la Academia Colombiana de Ciencias Exactas, Físicas y Naturales, vol. 21, no 81, p. 555–563 (texte intégral).